# Folkways Records
Folkways Records – jedna z najważniejszych amerykańskich firm nagraniowych poświęconych nagrywaniu autentycznej muzyki ludowej i późniejszej fali ożywienia folklorystycznego rozpoczętego pod koniec lat 40.

## Historia
Firma została założona w 1948 r. przez Mosesa Ascha, urodzonego w Warszawie w 1905 r., syna pisarza Szaloma Asza, oraz jego sekretarkę Marian Distler.
W ciągu 37 lat swojego istnienia firma wydała ponad dwa tysiące albumów (łącznie z płytami na 78 obrotów na minutę, które zostały potem ponownie wydane w nowym długogrającym formacie).
Folkways Records zarówno inspirowała ożywienie folklorystyczne od końca lat 40. XX wieku, jak i uczestniczyła w rozwoju tego ruchu.
Firma nagrywała rezultaty pracy antropologów, etnografów, zbieraczy piosenek folkowych, muzyków amatorskich i zawodowych. Plonem jej działalności jest olbrzymia liczba nagrań etnicznych, nie ograniczonych do jakiejś szczególnej grupy narodowościowej. W katalogu można znaleźć reprezentatywne nagrania muzyki afrykańskiej, z Appalachów, Indian amerykańskich itd.
Mimo tego, że głównym celem jej istnienia było nagrywanie folkloru, to w katalogu firmy znalazły się także nagrania zupełnie niefolklorystycznych awangardowych i eksperymentalnych kompozytorów takich jak np. John Cage.
Folkways Records nie poddała się presji maccartyzmu z lat 50. i początku 60. i wydawała nagrania artystów z czarnej listy, m.in. Pete’a Seegera.
Katalog firmy zawiera także nagrania ustnych historii i opowieści zarówno tradycyjnych, jak i współczesnych, związanych np. z ruchem praw człowieka.
Albumy Folkways były zawsze znakomicie udokumentowane, przekraczając zdecydowanie poziom tradycyjnych tekstów z tyłu okładek. Do niektórych płyt dołączone były nawet broszurki dokumentujące i objaśniające nagrany materiał.
Chociaż firma ta była przedsięwzięciem komercyjnym, nigdy sprawy finansowe nie wpływały na decyzje Ascha. Wydawał zawsze to, co uważał za konieczne do opublikowania.
Ostatecznie Folkways Records stała się ofiarą ożywienia folklorystycznego, do którego się w tak wielkim stopniu przyczyniła. Gdy muzyka ludowa stała się niezwykle popularna, wielkie firmy nagraniowe zaczęły podpisywać lukratywne kontrakty z artystami, płacąc im o wiele więcej niż mogła zapłacić firma Folkways. W 1987 r., po śmierci Mosesa Ascha w 1986 r., cały katalog firmy został zakupiony przez Smithsonian Institution. Organizacja ta musiała jednak wcześniej zagwarantować, iż będzie nieustannie wznawiać nagrania – z czego się wywiązuje.